# 中国共产党平招莱掖边区临时委员会
中国共产党会平招莱掖边区临时委员会，简称中共平招莱掖边区临委，1937年10月至1938年1月间存在于山东省胶东地区平度、招远、莱阳、掖县的一个中国共产党的地方组织。

## 历史沿革
1937年，日本发动全面侵华战争后，中国国民党执政当局在抗日民族统一战线的形势下，于1937年10月将1935年4月逮捕的原中共招远特支书记刘坦释放。刘坦是莱阳县顾家村人（今属青岛市莱西市马连庄镇），获释后刘坦回乡恢复中共在当地的组织，以马连庄为中心主持成立了中共平招莱掖边区临时委员会。田绰永任书记，顾云生任组织委员，李世忠任宣传委员。
1937年12月，刘坦与中共莱阳县委接上关系，莱阳县委决定撤销“临委会”，成立中共莱阳县第四区委员会。1938年1月，中共平招莱掖边区临委正式撤销。